# Инлер, Гёкхан
Гёкха́н Инле́р (тур. Gökhan İnler; 27 июня 1984, Ольтен, Швейцария) — бывший швейцарский футболист, полузащитник. Выступал за сборную Швейцарии.

## Карьера
Инлер — воспитанник школы «Базеля», но в этом клубе так и не заиграл. В начале 2004 года получил предложение от «Фенербахче», подписал предварительный контракт, но сделка сорвалась, и Инлер начал играть за «Арау», где хорошо себя проявил. В следующем году он перешёл в «Цюрих» и помог команде выиграть чемпионат. В «Удинезе» — с 2007 года, в это же время начал играть за сборную Швейцарии. После Евро-2008 ходили слухи о переходе Инлера в лондонский «Арсенал», но он опроверг их, подписав контракт с «Удинезе» до 2013 года. Предполагалось, что в летнее трансферное окно 2011 футболист перейдёт в состав «Наполи».

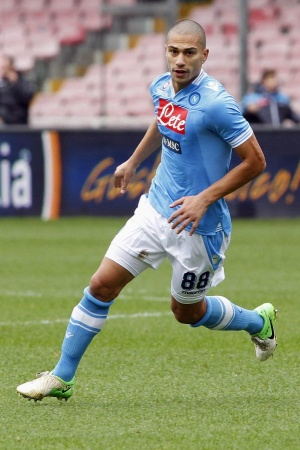
Инлер в футболке Наполи в августе 2013 года

11 июля 2011 года Инлер стал игроком «Наполи». 10 сентября Инлер дебютировал за «Наполи» в матче против «Чезены». 7 декабря того же года швейцарец отметился своим первым забитым мячом в рамках Лиги чемпионов, поразив дальним ударом ворота испанского «Вильярреала». Этот мяч позволил неаполитанцам обыграть соперника и пробиться в плей-офф турнира. В матче 1/8 Лиги чемпионов «Наполи» против «Челси» Инлер забил дальний удар во втором матче на «Стэмфорд Бридж», что перевело игру в дополнительное время. Поздний гол Бранислава Ивановича обеспечил «Челси» выход в четвертьфинал Лиги чемпионов 2011/12. 25 апреля 2012 года «Наполи» направился на стадион «Виа дель Маре», чтобы встретиться с «Лечче», где Инлер сделал две голевые передачи на Марека Гамшика и Эдинсона Кавани, помогая «Наполи» подняться на четвёртое место в серии А. Позже в этом же сезоне Инлер играл в финале Кубка Италии против победителей Скудетто «Ювентуса», выиграв свой первый кубок с клубом после того, как «Наполи» обыграл «Ювентус» 2:0.
19 августа 2015 года подписал с английским клубом «Лестер Сити» трёхлетний контракт. «Наполи» на продаже Инлера заработал примерно 5 млн фунтов. Он дебютировал три дня спустя, заменив Дэнни Дринкуотера на последние десять минут матча с «Тоттенхэмом» на домашнем стадионе «Кинг Пауэр». Из-за хороших выступлений Дринкуотера и Н’Голо Канте, Инлер сыграл только 7 матчей в «Лестере» к концу года. В результате Инлер не был вызван в сборную Швейцарии на Евро 2016. Тем не менее, он сыграл минимум пять матчей в лиге, необходимых для получения права носить медаль победителя, когда «Лестер» стал чемпионом Премьер-лиги 2015/16 годов. 31 августа 2016 года Инлер подписал двухлетний контракт с турецким клубом «Бешикташ» и получил майку с номером 80. В составе «Бешикташа» стал чемпионом Турции в сезоне 2016/17. Летом 2017 года, проведя один сезон в Бешикташе, Инлер перешел в «Истанбул Башакшехир» на правах свободного агента.
Дебютировал в национальной сборной 2 сентября 2006 года в матче против Венесуэлы. 22 марта 2007 года в товарищеском матче против Ямайки он забил первый гол за сборную. Вместе со Швейцарией участвовал на Евро-2008, где, как и его команда, показал неплохую игру, проведя все 3 матча без замен. Вызванный на чемпионат мира 2010 года в Южной Африке, Инлер сыграл во всех трёх играх. В матче против будущих победителей чемпионата мира сборной Испании он впервые надевает капитанскую повязку. Преемник Кёби Куна Оттмар Хитцфельд назначил Инлера новым капитаном 23 апреля 2011 года после того, как предыдущий капитан Александр Фрай объявил об уходе из национальной команды. Инлер сыграл все четыре матча, когда его сборная смогла выйти в Плей-офф Чемпионата мира 2014 года. Из-за недостатка игрового времени в «Лестере» в сезоне 2015/16 он был исключен из состава сборной на Евро-2016. В общей сложности за сборную Швейцарии Инлер провёл 89 матчей и забил 7 голов.

## Стиль игры
Трудолюбивый, упорный и тактически универсальный полузащитник, Инлер способен помочь своей команде как в обороне, так и в нападении; умный игрок, он известен как своей выносливостью, так и своими движениями вне мяча, хотя его наиболее яркой чертой является мощная и точная ударная способность на расстоянии обеими ногами, а также на заданных частях, что позволяет ему вносить вклад в развитие своей команды. Оскорбительная игра с голами из полузащиты. Прежде всего, Инлер обычно используется в качестве центрального или защитного полузащитника, где он также способен творчески функционировать в качестве глубоко укоренившегося плеймейкера перед линией обороны, из-за его видения, дальности и способности контролировать темп игры своей команды; его высокая точность позволяет ему эффективно переключать игру и создавать моменты для товарищей по команде после того, как команда возвратила себе владение. Из-за роста и физических качеств, он также эффективен в воздухе.

## Достижения
«Цюрих»
- Чемпион Швейцарии (2): 2005/06, 2006/07

«Наполи»
- Обладатель Кубка Италии (2): 2011/12, 2013/14
- Обладатель Суперкубка Италии: 2014

«Лестер Сити»
- Чемпион Англии: 2015/16

«Бешикташ»
- Чемпион Турции: 2016/17

## Личная жизнь
Инлер, родившийся и выросший в Швейцарии, имеет родителей турецкого происхождения.